# Parlement de Metz
Le parlement de Metz est une cour de justice souveraine du royaume de France, créée en 1633 et supprimée en 1789, dont le ressort correspondait principalement au territoire des Trois-Évêchés, les principautés épiscopales de Metz, Toul et Verdun, conquises par Henri II en 1552 ; il incluait aussi les territoires du Luxembourg français (Thionville) et de la Frontière de Champagne (Sedan).
Les Trois-Évêchés, qui relèvent de l'Empire, sont conservés par la France lors des traités de Cateau-Cambrésis (1559) et de Vervins (1598) ; leur annexion au royaume de France est reconnue par l'Empereur au traité de Münster (1648).

## Historique

### Création
Le parlement de Metz est créé le 15 janvier 1633 par Louis XIII. L'édit de création précise que les évêques de Metz, Toul et Verdun, l'abbé de Saint-Arnoul de Metz et le gouverneur de Metz sont et demeurent des conseillers de droit de cette cour, à qui sont accordés les mêmes droits, honneurs, prérogatives et privilèges qu'aux autres parlements de France.
À la différence de la plupart des autres parlements, ses chambres sont renouvelées tous les six mois.

### Évolution
Pendant l'occupation du duché de Lorraine par les armées de Louis XIII, de 1634 à 1637, une cour souveraine est créée à Nancy, composée en majeure partie de magistrats détachés du parlement de Metz.
Par lettres patentes du 10 mai 1636, le parlement est transféré à Toul. L’entrée solennelle a lieu le 16 avril 1637 et le parlement y a séjourné vingt ans. Il réintègre Metz le 1er décembre 1658, après des années de tractations.
En septembre 1658, le roi Louis XIV lui accorde ses lettres de noblesse. Les membres du parlement sont automatiquement anoblis au bout de vingt ans de carrière (ou s'ils meurent en fonction avant 20 ans). 
Une chambre des requêtes du palais est créée en 1661 pour juger en première instance les causes des chapitres, des communautés et de certains privilégiés.
La Cour des aides de Vienne en Dauphiné, transférée à Bourg-en-Bresse où elle a été élevée au rang de cour souveraine en 1658, est réunie au parlement de Metz en 1663.
De 1679 à 1686, il existe dans le parlement une chambre de réunion, destinée à étudier les droits que Louis XIV pouvait avoir sur certains territoires, ce qui a fourni le prétexte de la guerre de la ligue d'Augsbourg.
En 1679, est établie une table de marbre, juridiction supérieure des eaux et forêts, qui reçoit les appels des sentences des maîtrises particulières des eaux et forêts et des grueries seigneuriales qui ressortissent au parlement.
En 1766, le duché de Lorraine intègre le royaume de France, mais sa juridiction n'est pas confiée au parlement de Metz, au contraire, un édit du 10 octobre 1771 supprime le parlement de Metz et joint son ressort à celui de la cour souveraine de Nancy. Le 26 septembre 1775, grâce à l'intervention de Pierre-Louis Roederer auprès du Roi, le parlement de Metz est rétabli. Il siège dans l’hôtel du Parlement, place d’Armes à Metz.
Un décret de l’assemblée nationale du 3 novembre 1789 décide la suppression des parlements, en attendant une nouvelle structure judiciaire.

## Ressort

Carte des Parlements en 1789

Le ressort du parlement de Metz comprenait :
- quatre bailliages présidiaux : Metz, Toul, Verdun, Sedan et Sarrelouis ;
- six bailliages non présidiaux dont :
  - quatre bailliages royaux : Thionville, Longwy, Mouzon et Mohon ;
  - deux bailliages seigneuriaux : le bailliage épiscopal de Vic et le bailliage ducal de Carignan ;
- huit prévôtés dont :
  - cinq prévôtés bailliagères : Château-Regnault, Chauvency, Damvillers, Montmédy et Marville ;
  - trois prévôtés non bailliagères : Phalsbourg, Sarrebourg et Sierck.

Il s'étendait ainsi sur :
- les Trois-Évêchés, à savoir :
  - la ville de Metz et le Pays messin ;
  - l'évêché de Metz ;
  - Toul et le Toulois ;
  - Verdun et le Verdunois ;
- le Luxembourg français comprenant le duché de Carignan ;
- la Frontière de Champagne comprenant :
  - la principauté de Sedan et ses dépendances :
    - la souveraineté de Raucourt ;
    - la souveraineté de Saint-Menges ;

  - la principauté de Château-Regnault ;
  - la ville et prévôté de Mouzon.

## Composition du parlement de Metz
L'édit de création du 15 janvier 1633 prévoit un premier président, six présidents à mortier et cinquante-quatre conseillers qui pouvaient siéger par semestre, sauf le chef de la Cour. Pour former cette première Cour, Richelieu a choisi d'y placer des magistrats d'autres ressorts dont les familles étaient restées fidèles au roi pendant les troubles de la Ligue.
Le parlement de Metz a été ensuite composé d'un Premier président, de douze présidents à mortier, de six conseillers d'honneur, de quatre conseillers chevaliers, de quatre-vingt-onze conseillers, tant clercs et laïcs, d'un procureur général, de deux avocats généraux et de sept substituts.
Parmi les parlementaires célèbres de la cour de Metz,  Pierre Louis Roederer, reçu Conseiller en 1780. Il était lui même fils d'un substitut du procureur général.

## Liste des conseillers, procureur généraux, avocats généraux et substituts du parlement de Metz.
- Conseillers : Jean Louis Thibault de Menonville (22 septembre 1717)[4], Michel Robert Le Peletier des Forts[3] ,  Pierre - Louis Roederer (1780)[5]
- Avocats du Roi :
- Procureurs du Roi : Pierre Philippe Clément Lançon (6 mars 1770-1790)[3]
- Substituts : Pierre Louis Roederer (22 septembre 1740)[5]

## Chambre des comptes
Le parlement de Metz assume aussi les fonctions de Chambre des comptes, de Cour des aides et de Cour des monnaies.

### Histoire
La Chambre des comptes de Lorraine à Nancy est supprimée lors de l'abdication de Charles IV en 1634. Il la remplace par un Conseil souverain établi à Nancy le 16 septembre 1634, puis attribuera la juridiction contentieuse de la Chambre des comptes au parlement de Metz. À une date inconnue, mais avant 1658, la Chambre des comptes de Lorraine a été recréée par le roi. Un règlement fait pour les offices de Lorraine publié à cette date mentionne qu'il doit être enregistré par les Chambres des comptes de Nancy et de Bar.
Charles IV, de nouveau duc de Lorraine, a retrouvé son duché après le traité de Vincennes, en 1661. Il rend un édit le 26 mars 1661 concernant la Chambre des comptes de Lorraine . Des contestations sur leurs compétences vont s'élever entre la Chambre des comptes et la Cour souveraine à partir de 1661.
Charles IV ayant refusé de licencier son armée, Louis XIV a fait envahir à nouveau les duchés au cours de l'été 1670 et Charles IV a dû à nouveau s'enfuir. Le 22 décembre 1670, il fait défense au Conseil souverain et à la Chambre des comptes de se réunir. Il a partagé leurs fonctions entre le parlement de Metz et un intendant commis dans le duché.

## Liste des premiers présidents
- Antoine Bretagne (ou Bretaigne)[7],[8], nommé par patentes le 9 avril 1633, il a prêté serment entre les mains du roi le 16 mai 1633, reçu le 29 août 1633 ;
- Claude (de) Bretagne, reçu le 13 mars 1641 ;
- Jean-Baptiste Ravot, le 30 juillet 1672 ;
- Thomas de Bragelongne, le 10 avril 1674 ;
- Guillaume de Sève, le 7 juillet 1681 ;
- Joseph de la Porte, le 26 novembre 1696 ;
- Benigne Chasot, le 7 janvier 1717 ;
- Mathieu de Montholon, ancien premier président du parlement de Navarre, reçu le 3 mai 1729 ;
- Nicolas de Montholon, petit-fils du précédent, reçu en juin 1765 ;
- M. Chifflet, reçu en 1775 ;
- M. Hoquart, reçu le 1782.